# The Unknown Soldier
"The Unknown Soldier" é o primeiro single do álbum Waiting for the Sun, de 1968, da banda estadunidense The Doors, lançado em março daquele ano pela Elektra Records. Um filme promocional em 16 mm para a canção com a participação da banda foi dirigido e produzido por Edward Dephoure e Mark Abramson. A canção se tornou o quarto hit da banda no Top 40 dos Estados Unidos, chegando ao número 39 na Billboard Hot 100, na qual permaneceu por oito semanas.

## Letra

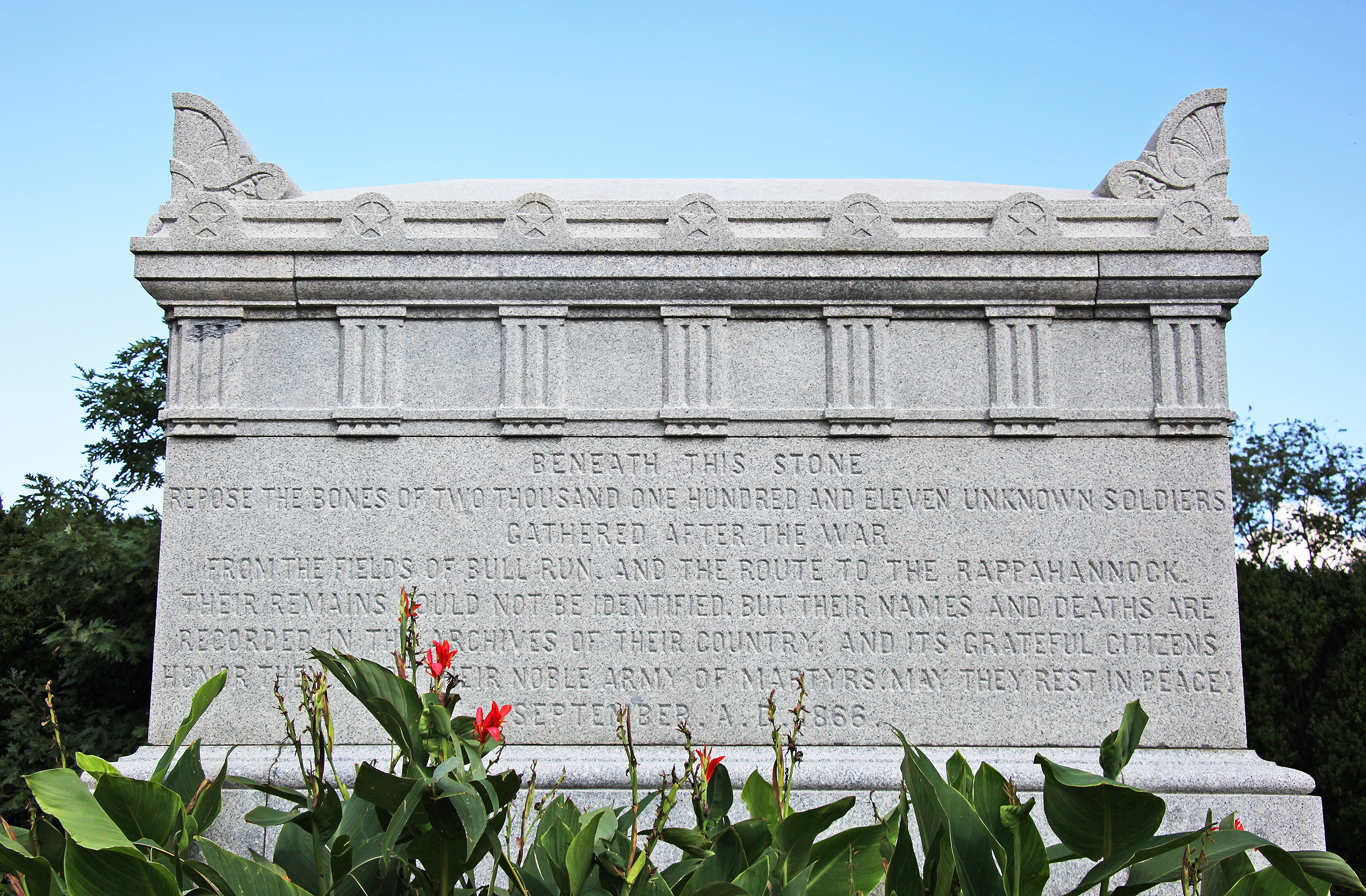
O túmulo do soldado desconhecido no Cemitério Nacional de Arlington, Virgínia, que foi a fonte de inspiração para a letra de Morrison

"The Unknown Soldier" foi interpretada como a reação de Jim Morrison à Guerra do Vietnã e à maneira como o conflito foi retratado na mídia estadunidense da época. De acordo com o autor Richie Weidman, Morrison se inspirou a escrever a letra após visitar o Túmulo do Soldado Desconhecido, no Cemitério Nacional de Arlington, em 25 de novembro de 1967 - o mesmo dia em que a banda se apresentou no Hilton Hotel.
Karl Dallas, da Melody Maker, formulou que a canção é "uma peça apocalíptica que parece resumir o quão penetrado no centro da vida estadunidense está [a guerra do] Vietnã". Versos como "Café da manhã onde as notícias são lidas/ Crianças da televisão alimentadas/ Não nascidos vivos, mortos vivos/ Balas atingem o capacete" diziam respeito à maneira como as notícias da guerra estavam sendo apresentadas nas salas de estar das pessoas comuns. A faixa termina com sons de multidões aplaudindo e sinos tocando, representando uma celebração extática do fim de uma guerra.

## Composição
Matthew Greenwald, do AllMusic, descreveu "The Unknown Soldier" como uma das "gravações mais complexas" dos Doors.  Ele analisou a estrutura musical da canção como se movendo em várias seções distintas antes de explodir em uma coda:

Abre-se com uma introdução de órgão assustadora antes de passar para um primeiro verso jazzístico... Uma seção central brilhante e dramática é na verdade um pelotão de fuzilamento recriado em estúdio, complementado com tiros. O segundo verso é uma versão um pouco mais pesada do primeiro. A canção então irrompe em uma coda climática e prolongada, que é a recriação em áudio da celebração da vitória ou do FIM da guerra.

## Créditos
Retirado das notas do encarte da edição deluxe de Waiting for the Sun:
The Doors
- Jim Morrison – vocais
- Robby Krieger – guitarra
- Ray Manzarek – teclado
- John Densmore – bateria

Músicos adicionais
- Kerry Magness – baixo

## Posição nas paradas musicais
| Parada (1968)                      | Melhor posição |
| ---------------------------------- | -------------- |
| Países Baixos (Single Top 100)     | 17             |
| Estados Unidos (Billboard Hot 100) | 39             |